# Thomas Schmid (Journalist, 1945)
Thomas Schmid (* 6. Oktober 1945 bei Leipzig) ist ein deutscher Journalist und war Herausgeber der Tageszeitung Die Welt. In den 1960er Jahren gehörte er zur Westdeutschen Studentenbewegung, in den 1970er Jahren zur Sponti-Szene, in den 1980er Jahren zu den Politikern der Grünen. Er war der erste führende Aktivist der 68er-Bewegung, der den Springer-Boykott beendete.
Er ist nicht identisch mit dem 1950 geborenen Journalisten Thomas Schmid, der 1995 bis 1996 Chefredakteur der taz war und Mitarbeiter der Frankfurter Rundschau ist.

## Leben
Schmid wurde als Sohn eines Arztes und einer Ärztin geboren. 1952 flüchtete die Familie aus der DDR über West-Berlin in die Bundesrepublik Deutschland und siedelte sich in Nordbaden an. Die Jugend verbrachte er in Mannheim, Heidelberg und Bensheim an der Bergstraße. Dort absolvierte er 1965 das Abitur. Bis 1969 studierte er Germanistik, Anglistik und Politikwissenschaft an der Johann Wolfgang Goethe-Universität Frankfurt am Main.
Schmid war Aktivist der Frankfurter Studentenbewegung und wurde 1968 Mitglied im Sozialistischen Deutschen Studentenbund (SDS). Neben Daniel Cohn-Bendit, Joschka Fischer und Matthias Beltz war er Gründer der linksradikalen Gruppe Revolutionärer Kampf (RK), die sich vor allem der „Betriebsarbeit“ widmete. Um Arbeiter für die Revolution zu gewinnen, betätigte er sich zweieinhalb Jahre im Rüsselsheimer Werk der Adam Opel AG als Karosseriebauer. Ab 1975 arbeitete er in der Redaktion der Zeitschrift Autonomie. Materialien gegen die Fabrikgesellschaft. 1978 erschien dort sein Epitaph für die RAF-Toten von Stammheim unter dem Titel Schwarze Milch des Terrors. Aufzeichnungen aus einem Bruch, für dessen deliranten Text er sich erstmals vierzig Jahre später öffentlich schämte. 1979 verfasste er das Nachwort zu Toni Negris neomarxistischer Kampfschrift Sabotage im Münchener Trikont-Verlag.
Zwischen 1979 und 1986 war Schmid Lektor im Verlag Klaus Wagenbach. Dort war er für Sachbücher und italienische Autoren zuständig. Zugleich begann er als freier Autor für die linksgerichteten Zeitschriften Pflasterstrand und Freibeuter sowie die tageszeitung und Die Zeit zu schreiben. Ab 1983 prägte er als Vordenker den ökolibertären Flügel der Grünen, dem auch Winfried Kretschmann angehörte. In einer Analyse der Bundestagswahl 1983, bei der die Grünen mit 28 Sitzen in den Bundestag einzogen, setzte er auf das „gehobene neue Bürgertum, dem der um konkrete Erfolge eher unbesorgte Radikalismus der szenischen Linken fremd ist“. Es müsse nicht falsch sein, wenn die Grünen eine „‚bürgerliche‘ Partei“, eine „grüne Mittelschichtspartei“ würden. 1986 suchte er nach „Auswegen aus der Krise des sozialdemokratisch-gewerkschaftlichen Sozialstaats“. Ab 1989 beriet er Daniel Cohn-Bendit, der damals Dezernent für multikulturelle Angelegenheiten in Frankfurt am Main geworden war. Gemeinsam veröffentlichten sie 1993 das Buch Heimat Babylon. Das Wagnis der multikulturellen Demokratie.
1993 machte Schmid den Journalismus zu seinem Hauptberuf und wurde Feuilletonchef der Ost-Berliner Wochenpost. Dort arbeitete er ab 1994 mit dem Chefredakteur Mathias Döpfner zusammen und ging 1996 mit ihm zu der Boulevardzeitung Hamburger Morgenpost. Als Döpfner 1998 Chefredakteur der Tageszeitung Die Welt im Axel-Springer-Verlag wurde, wechselte auch Schmid dorthin und übernahm die Leitung des Meinungsressorts „Forum“.
Im September 2000 trat Schmid in das Politik-Ressort der Frankfurter Allgemeinen Zeitung ein. 2001 übernahm er als verantwortlicher Redakteur das Ressort Politik der Frankfurter Allgemeinen Sonntagszeitung. Im November 2006 kehrte Schmid zur Welt zurück und löste dort Roger Köppel als Chefredakteur ab. Ab 2008 war Schmid Chefredakteur der Welt-Gruppe im Axel Springer Verlag. In seine Verantwortung fielen neben der Tageszeitung Die Welt auch die Wochenzeitung Welt am Sonntag sowie Welt Online und Die Welt Kompakt. Von Februar 2010 bis Juni 2014 war Schmid Herausgeber der Welt-Gruppe. Er arbeitet inzwischen als Autor und Publizist.
Schmid ist mit der Journalistin Edith Kohn-Schmid verheiratet.

## Auszeichnungen
2008 wurde Schmid mit dem Ludwig-Erhard-Preis für Wirtschaftspublizistik ausgezeichnet.
Im Februar 2024 wurde Schmid vom Ministerpräsidenten Baden-Württembergs der Ehrentitel „Professor“ verliehen.

## Sonstiges
Thomas Schmid sprach die Laudatio auf den Historiker Karl Schlögel zur Verleihung des Franz-Werfel-Menschenrechtspreises 2012 durch das Zentrum gegen Vertreibungen in der Paulskirche Frankfurt am Main am 28. Oktober 2012.

## Rezeption
Als er dem „linken Ideologiespektrum“ zuzuordnen war, schlug er bisweilen „einen pointierten antiamerikanischen bzw. antiwestlichen Ton“ an, wie der Politikwissenschaftler Johann Baptist Müller feststellte. So attestierte Schmid dem angloamerikanischen Kulturraum im Wesentlichen „Seichtheit“. In den 1980er Jahren wollte Schmid im Editorial der Zeitschrift autonomie aus dem autonomen und antiimperialistischen Milieu den „Nationalrevolutionär Claus Heim rehabilitieren“, so der Antisemitismusforscher Clemens Heni.
1994 war er Mitunterzeichner des durch die Junge Freiheit initiierten Appells „Die Freiheit ist immer die Freiheit der Andersdenkenden – Appell anläßlich des Anschlags auf die Druckerei der JUNGE FREIHEIT“.
Der Politikwissenschaftler und Antisemitismusforscher Lars Rensmann rechnete Schmid, den er als „ehemals linksradikale[n] Journalist[en]“ bezeichnete, im Zuge der „Möllemann-Affäre“ zum öffentlichen Unterstützerkreis von Jürgen Möllemann. Der Historiker Georg Christoph Berger Waldenegg wies in einer 2003 erschienenen Arbeit zum Antisemitismus darauf hin, dass Schmid von einer „Historisierung des Nationalsozialismus“ spreche und in Möllemann einen „Tabubrecher“ sehe.
Der Politikwissenschaftler Claus Leggewie schrieb 2008 in einem Aufsatz zum Historikerstreit, Schmid sei dem „rot-grünen Milieu […] entwachsen“. Schmid begrüße durch den „Paradigmenwechsel“ der deutschen Politik in den 1990er Jahren den „Einbruch eines geschichtspolitischen Dogmas“.
2006 äußerte der Politikwissenschaftler Albrecht von Lucke, Redakteur der Blätter für deutsche und internationale Politik, dass Schmid beispielhaft dafür sei, wie „rechtsradikale Gewalt“ in deutschen Medien verharmlost werde.

## Schriften (Auswahl)
- Thomas Schmid: Über die Linke und ihren Anteil am technokratischen Prozess. In: Die Träume liegen wieder auf der Strasse. Offene Fragen der deutschen und italienischen Linken nach 1968, Verlag Klaus Wagenbach, Berlin 1979, ISBN 3-8031-1087-4.
- Thomas Schmid: Schwarz-rot-grün. Über eine scheinbare und eine mögliche Wende. Zur Bundestagswahl 1983. In: Freibeuter, 16 (1983).
- Thomas Schmid (Hrsg.): Über die Schwierigkeiten der Grünen, in Gesellschaft zu leben und zu denken. Hessische Landeszentrale für Politische Bildung, Wiesbaden 1983.
- Thomas Schmid: Befreiung von falscher Arbeit. Thesen zum garantierten Mindesteinkommen. Verlag Klaus Wagenbach, Berlin 1984, ISBN 3-8031-2109-4.
- Thomas Schmid (Hrsg.): Das Ende der starren Zeit. Vorschläge zur flexiblen Arbeitszeit. Verlag Klaus Wagenbach, Berlin 1985, ISBN 3-8031-2120-5.
- Thomas Schmid: Entstaatlichung. Neue Perspektiven auf das Gemeinwesen. Verlag Klaus Wagenbach, Berlin 1988, ISBN 3-8031-2157-4.
- Thomas Schmid: Staatsbegräbnis. Von ziviler Gesellschaft. Rotbuch Verlag, Berlin 1990, ISBN 3-88022-035-2.
- Thomas Schmid: Berlin: der kapitale Irrtum. Argumente für ein föderalistisches Deutschland. Eichborn Verlag, Frankfurt am Main 1991, ISBN 3-8218-1116-1.
- Daniel Cohn-Bendit, Thomas Schmid: Heimat Babylon. Das Wagnis der multikulturellen Demokratie. Hoffmann und Campe, Hamburg 1993, ISBN 3-455-10307-3.
- Thomas Schmid, Europa ist tot, es lebe Europa! Eine Weltmacht muss sich neu erfinden, C. Bertelsmann Verlag, München 2016, ISBN 978-3-570-10318-0